# Wieserbanan
|  |  |  |

|  | Straight track |

|  | Station on track |

|  | Unknown BSicon "ABZgr" |

|  | Unknown BSicon "hKRZWae" |

|  | Station on track |

|  | Stop on track |

|  | Stop on track |

|  | Station on track |

|  | Station on track |

|  | Stop on track |

|  | Station on track |

|  | Unknown BSicon "hKRZWae" |

|  | Station on track |

|  | Unknown BSicon "hKRZWae" |

|  | Stop on track |

|  | Stop on track |

|  | Unknown BSicon "hKRZWae" |

|  | Stop on track |

|  | Station on track |

|  | Stop on track |

|  | Unknown BSicon "ABZg+l" |

|  | Stop on track |

|  | Stop on track |

|  | Station on track |

|  |  |  |

|  | Straight track |

|  | Station on track |

|  | Unknown BSicon "ABZgr" |

|  | Unknown BSicon "hKRZWae" |

|  | Station on track |

|  | Stop on track |

|  | Stop on track |

|  | Station on track |

|  | Station on track |

|  | Stop on track |

|  | Station on track |

|  | Unknown BSicon "hKRZWae" |

|  | Station on track |

|  | Unknown BSicon "hKRZWae" |

|  | Stop on track |

|  | Stop on track |

|  | Unknown BSicon "hKRZWae" |

|  | Stop on track |

|  | Station on track |

|  | Stop on track |

|  | Unknown BSicon "ABZg+l" |

|  | Stop on track |

|  | Stop on track |

|  | Station on track |

Wieserbanan är en 50 kilometer lång enkelspårig bibana till Köflacherbanan i det österrikiska förbundslandet Steiermark. Den går från Lieboch där den ansluter till Köflacherbanan till Wies. Banan ägs av Graz-Köflacher Bahn und Busbetrieb GmbH. 

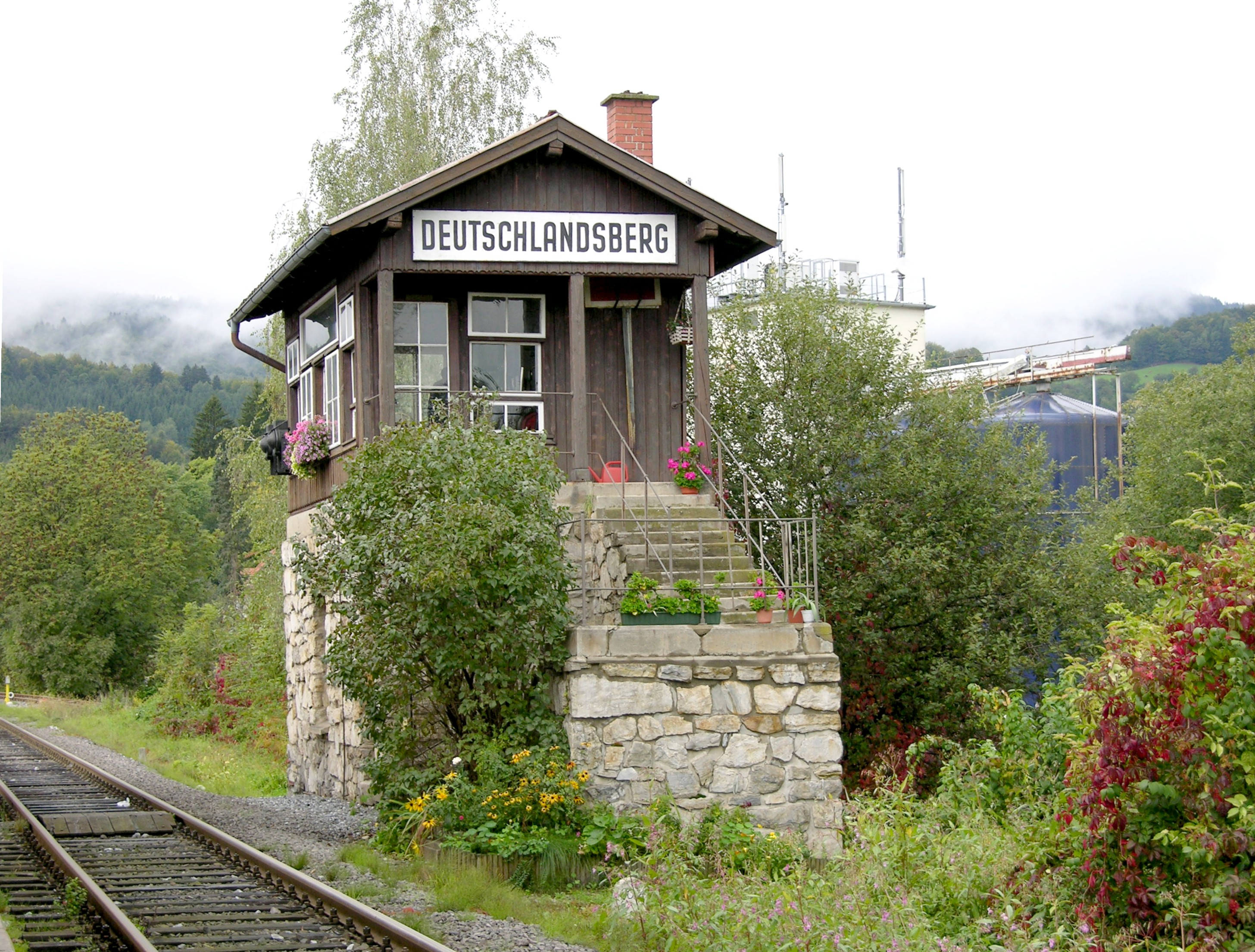
Historiskt ställverk vid Deutschlandsberg

1871 beslöt GKB att bygga en förgrening till den 1860 invigda Köflacherbanan från Lieboch till Wies. Efter att ha fått en koncession 1871 påbörjades bygget och 1873 kunde järnvägen invigas. På grund av motstånd under befolkningen byggdes banan långt ifrån orterna. Även planerna på att bygga järnvägen till Eibiswald förverkligades inte, utan banan slutade i Wies. På 1880-talet diskuterades en förlängning över Radlpasset till Vuzenica och därmed en anslutning till Drautalbanan. 
På 1990-talet moderniserades järnvägen och stationerna samt hållplatserna förbättrades. Banan inlemmades sedan i storregionen Graz pendeltågsnät. 